# Békésszentandrás
Békésszentandrás è un comune dell'Ungheria di 4 167 abitanti (dati 2001) . È situato nella contea di Békés.

## Amministrazione

### Gemellaggi
- Morazzone, dal 2016.